# Haliotis asinina
Haliotis asinina is een slakkensoort uit de familie Haliotidae. De wetenschappelijke naam werd in 1758 gepubliceerd door Carl Linnaeus in de tiende editie van Systema naturae.